# بازیلیکای کاساق
بازیلیکای کاساق (ارمنی: Քասաղի բազիլիկա; انگلیسی: Kasagh Basilica) یک بازیلیکا حواری ارمنی واقع در آپاران، در استان آراگاتسوتن، ارمنستان می‌باشد. ساخت و ساز این ساختمان سده ۴ام یا ۵ام میلادی؛ به پایان رسید. این بنا به سبک معماری ارمنی طراحی شده‌است.

## نگارخانه

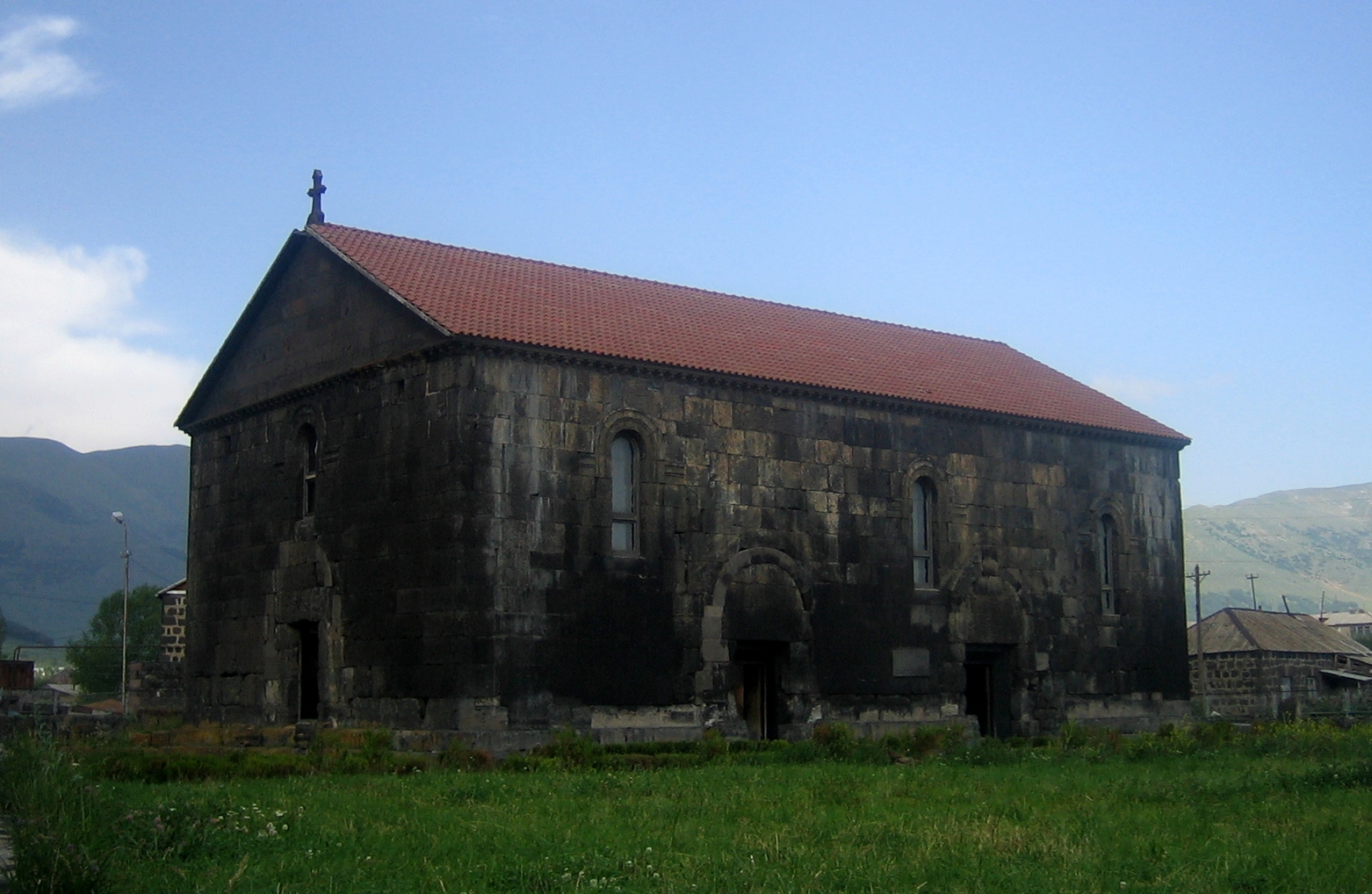
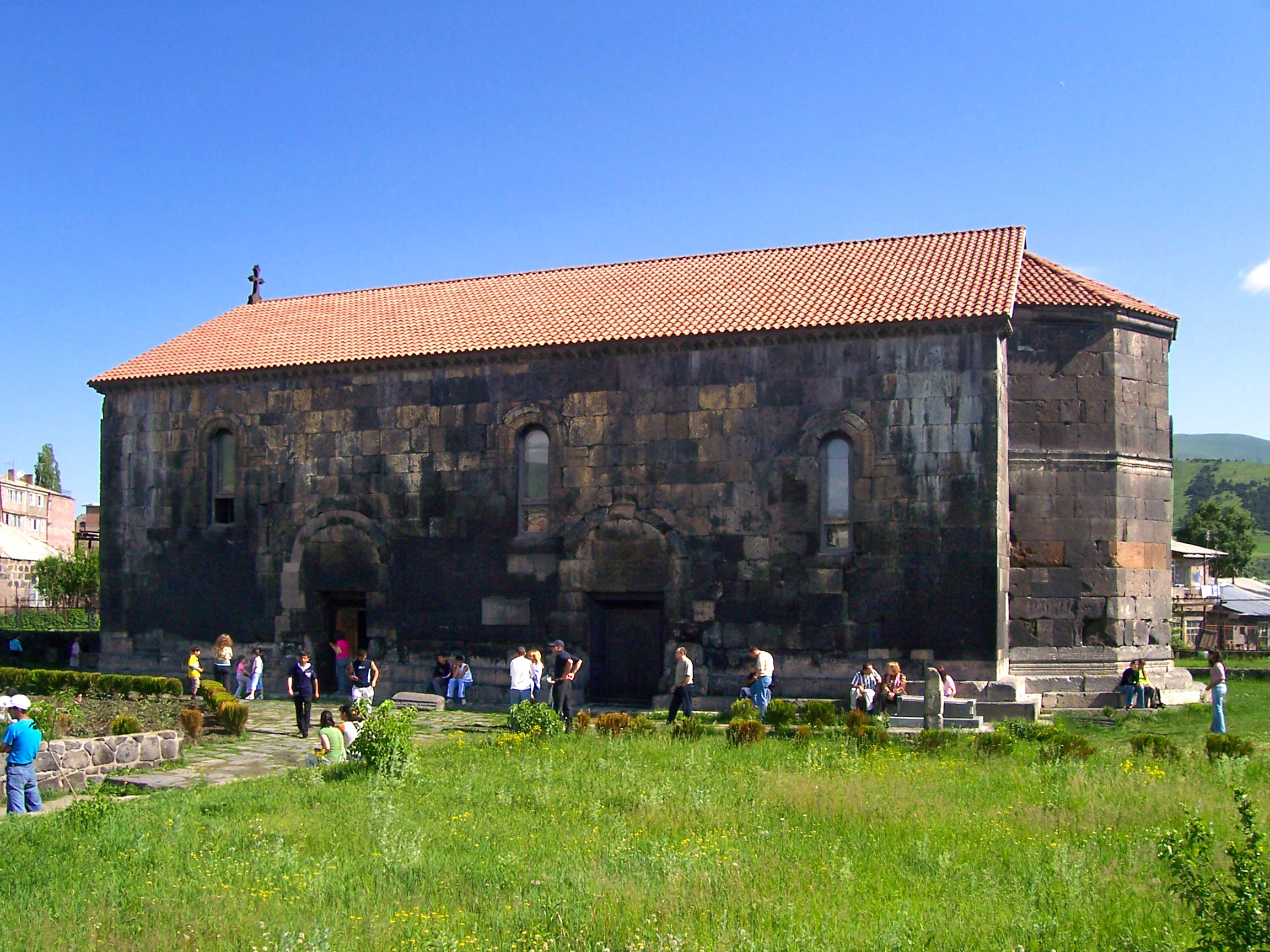
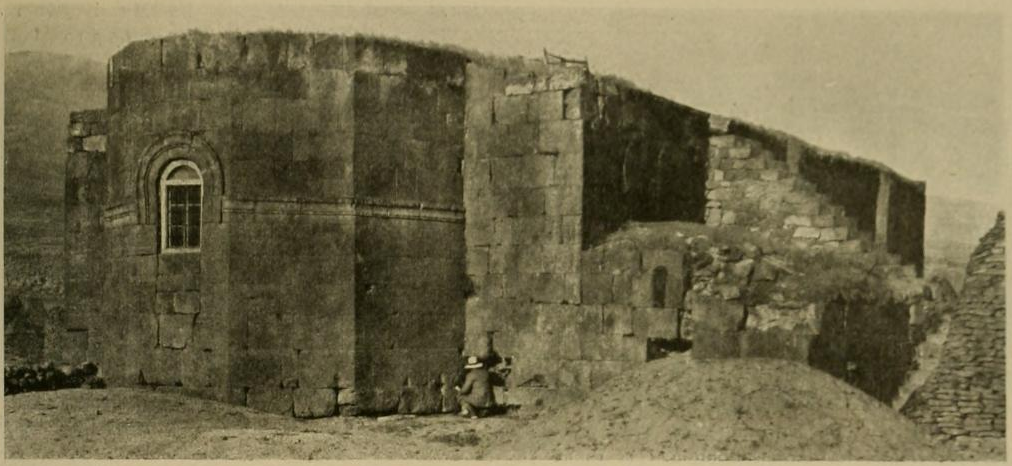
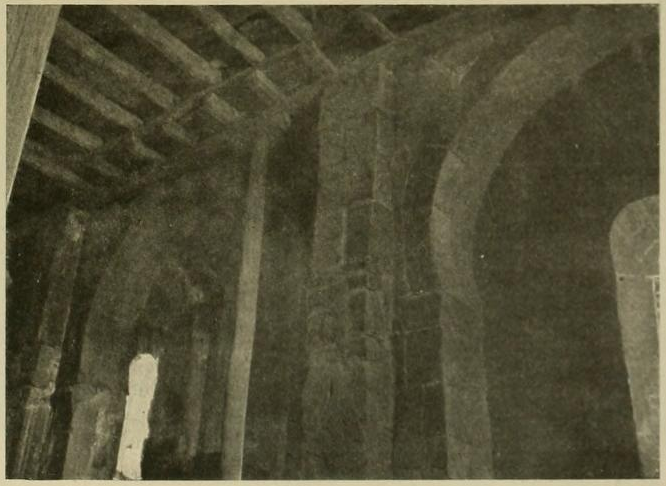
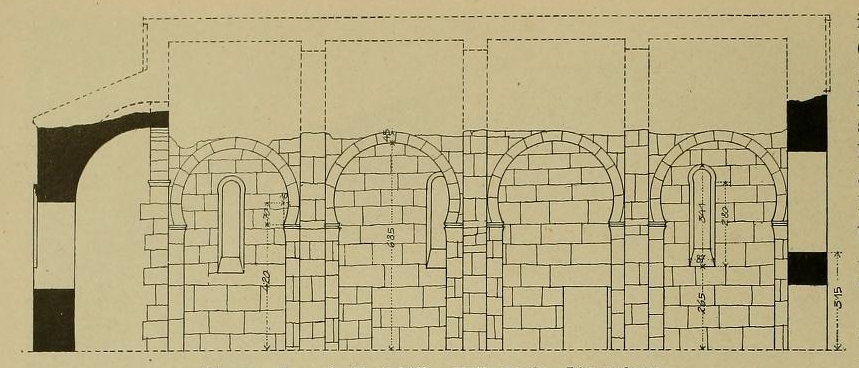
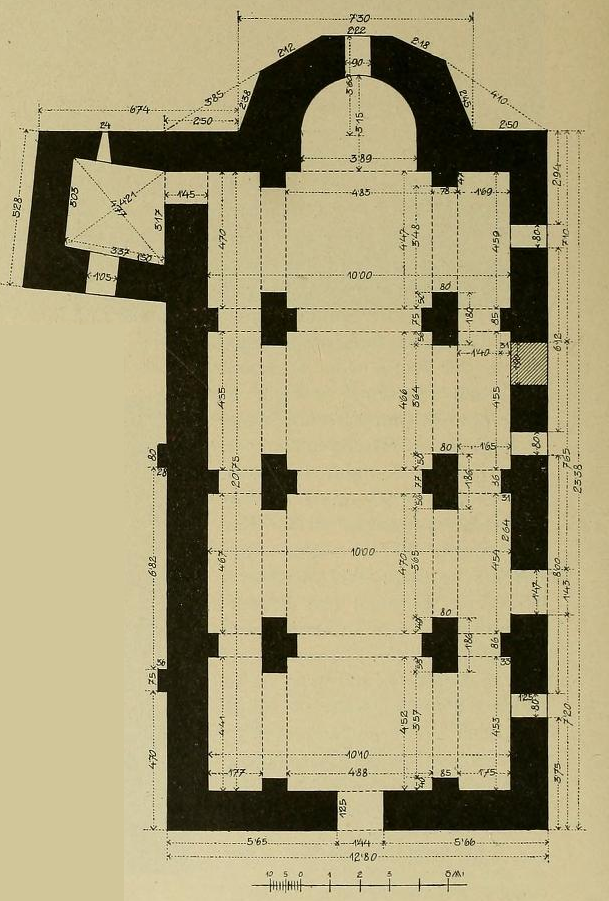
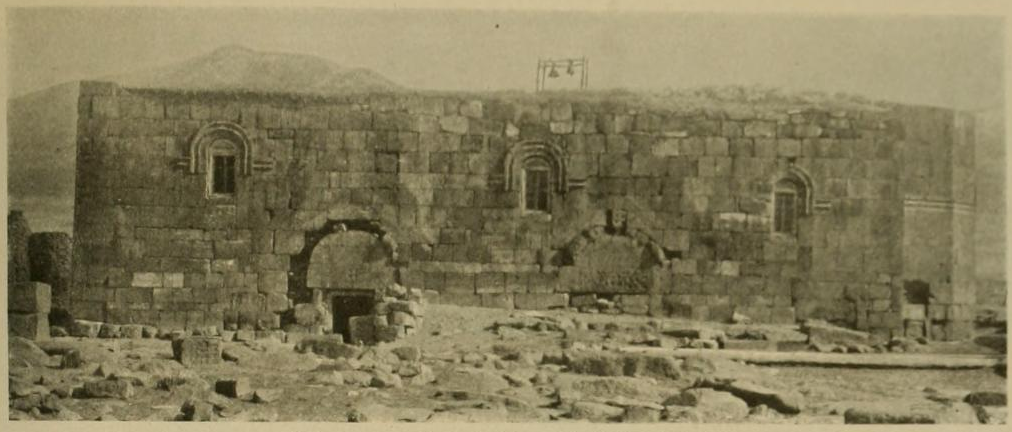
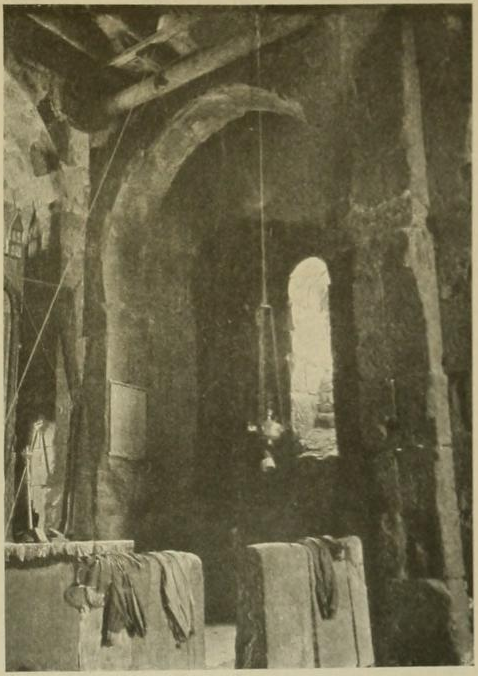